# 新井重治
新井 重治（あらい しげはる、1953年6月6日 - ）は、日本の政治家。埼玉県飯能市長（2期）。元飯能市議会議員（1期）。

## 来歴
埼玉県入間郡飯能町岩沢（現・飯能市岩沢）に生まれる。飯能市立加治小学校、飯能市立飯能第一中学校、埼玉県立玉川工業高等学校土木科卒業。「まちをつくる仕事を目指し、建設について学ぼう」と決意し、同高校では専門知識の習得に努めた。
1972年（昭和47年）飯能市役所に入庁。主に土木・都市計画部門に従事。2001年（平成13年）飯能市都市計画課長。2007年（平成19年）飯能市道路課長。2009年（平成21年）飯能市建設部長。2010年（平成22年）国土交通省総合評価方式の活用・改善等による品質確保に関する懇談会地方公共団体委員。2013年（平成25年）飯能市役所退職。2013年（平成25年）から2014年（平成26年）まで副市長。
2017年（平成29年）飯能市議会議員選挙に立候補し初当選。2021年（令和3年）1月28日に議員辞職願を議長に提出し任期満了に伴う飯能市長選挙に立候補する意向を表明。
同年7月11日に行われた市長選挙で、自由民主党・公明党の推薦を受けた現職の大久保勝を破り、初当選。
※当日有権者数：66,948人 最終投票率：39.63%（前回比：-3.13pts）
| 候補者名 | 年齢 | 所属党派 | 新旧別 | 得票数   | 得票率 | 推薦・支持                 |
| -------- | ---- | -------- | ------ | -------- | ------ | -------------------------- |
| 新井重治 | 68   | 無所属   | 新     | 14,054票 | 53.58% |                            |
| 大久保勝 | 68   | 無所属   | 現     | 12,177票 | 46.42% | （推薦）自由民主党・公明党 |

2025年7月20日に行われた市長選挙で元職と新人2人を抑えて再選。
※当日有権者数：65,878人 最終投票率：60.16%（前回比：+20.53pts）
| 候補者名 | 年齢 | 所属党派 | 新旧別 | 得票数   | 得票率 | 推薦・支持 |
| -------- | ---- | -------- | ------ | -------- | ------ | ---------- |
| 新井重治 | 72   | 無所属   | 現     | 13,187票 | 34.24% |            |
| 野口和彦 | 50   | 無所属   | 新     | 9,608票  | 24.95% |            |
| 大久保勝 | 72   | 無所属   | 元     | 9,116票  | 23.67% |            |
| 野田直人 | 68   | 無所属   | 新     | 6,599票  | 17.14% |            |

## 市政
- 2021年（令和3年）、市長選出馬表明時に「市民に知らせないまま、山を削って、メガソーラーを作っている。いいはずがない[6]」とした上で、阿須山中土地有効活用事業の一環となる大規模な太陽光発電所の建設を例に出し、市民との対話を重視する市政運営を強調している[7][6]。前市政が推し進めた観光施設の誘致についても、「観光客は街中の商店や飲食店に立ち寄らない。街のにぎわいにはつながらない」と否定的である[7]。
- 2021年（令和3年）11月、性的少数者（LGBTなど）のカップルを婚姻相当とし、その未成年の子供との親子関係も自治体として認める「飯能市パートナーシップ・ファミリーシップ宣誓制度」を2022年（令和4年）1月1日に導入すると発表した[8]。

## 人物
- 一男二女をもうけ[2]、現在は妻、娘二人と四人暮らし[7]。
- 中学校の部活では体操競技に励み、中でも鉄棒を得意とした[2]。高校では3年間柔道部に所属し、黒帯を取得している[2]。土いじりが好きで野菜などの自家栽培を趣味としている[7]。